# Desmodieae
Desmodieae és una tribu de plantes angiospermes que pertany a la subfamília faboideae dins de la família de les fabàcies.

## Subtribu i gèneres
- Bryinae
  - Brya
  - Cranocarpus
- Desmodiinae
  - Alysicarpus
  - Aphyllodium
  - Arthroclianthus
  - Christia
  - Codariocalyx
  - Dendrolobium
  - Desmodiastrum
  - Desmodium
  - Droogmansia
  - Eleiotis
  - Leptodesmia
  - Mecopus
  - Melliniella
  - Nephrodesmus
  - Phyllodium
  - Pseudarthria
  - Pycnospora
  - Tadehagi
  - Trifidacanthus
  - Uraria
  - Urariopsis
- Lespedezinae
  - Campylotropis
  - Kummerowia
  - Lespedeza
  - Neocollettia
  - Phylacium